# لایرا والکیریا
ایفا کیوزَک (انگلیسی: Aoife Cusack؛ زادهٔ ۲۳ اکتبر ۱۹۹۶) کشتی‌گیر حرفه‌ای اهل جمهوری ایرلند است. او در حال حاضر با دبلیودبلیوئی قرارداد داشته و در برند راو با نام لایرا والکیریا (به انگلیسی: Lyra Valkyria) فعالیت می‌کند. او سابقه قهرمانی عنوان بین قاره‌ای زنان دبلیودبلیوئی و قهرمانی تگ تیم زنان به همراه بکی لینچ را داراست. او قبل از حضور در برند راو، در برند آموزشی ان‌اکس‌تی فعالیت می‌کرد و یک‌بار قهرمان کمربند زنان ان‌اکس‌تی شد.